# Black Bird
Black Bird (titulada en español com Encerrado con el diablo) es una miniserie de drama criminal estadounidense desarrollada por Dennis Lehane, basada en la novela autobiográfica de 2010 In with the Devil: a Fallen Hero, a Serial Killer,  A Dangerous Bargain for Redemption, de James Keene y Hillel Levin. La miniserie de seis episodios se estrenó el 8 de julio de 2022 en Apple TV+.

## Reparto

### Principal
- Taron Egerton como James Keene
- Paul Walter Hauser como Larry Hall
- Sepideh Moafi como Lauren McCauley
- Greg Kinnear como Brian Miller
- Ray Liotta como James "Big Jim" Keene

### Recurrente
- Robyn Malcolm como Sammy Keene
- Jake McLaughlin como Gary Hall
- Robert Wisdom como Edmund Beaumont
- Cullen Moss como Russ Aborn
- Tony Amendola como Vincent Gigante
- Melanie Nicholls-King como Dr. Amelia Hackett
- Joe Williamson como CO Carter
- Laney Stiebing como Jessica Roach
- Cecilia Leal como Rochelle
- Cade Tropeano como Young Larry Hall
- Blue Clarke como Young Jimmy Keene